# Clair Obscur: Expedition 33
Clair Obscur: Expedition 33 — компьютерная ролевая игра, разработанная французской студией Sandfall Interactive и выпущенная Kepler Interactive для Windows, PlayStation 5 и Xbox Series X/S в 2025 году.

## Игровой процесс
Clair Obscur: Expedition 33 — компьютерная ролевая игра с пошаговой боевой системой, включающая элементы игрового процесса в реальном времени, требующие быстрой реакции игрока.
В боях может участвовать до трёх персонажей с обеих сторон. Игрок может определять состав своей основной и запасной команды. Основными элементами боя являются стандартные для JRPG механики: игрок может совершить базовую атаку экипированным оружием ближнего боя, применить одно из множества активных умений или использовать предмет (тоник исцеления, возрождения или энергии). Помимо этого, игрок может выстрелить из оружия дальнего боя (например, по критической точке противника или по летающим врагам) и — начиная со второй половины игры — применить мощную градиент-атаку. Умения открываются по мере прокачки древа навыков. Существует семь видов урона: физический, стихийные (огненный, ледяной, грозовой и земляной), световой и тёмный. И игрок, и противники могут накладывать друг на друга положительные (процентное увеличение урона, добавление ходов и др.) и отрицательные (заморозка, атака на компаньонов и др.) эффекты состояния. Сила атаки зависит от экипированного оружия, наложенных эффектов, восприимчивости противника к стихиям (например, огню), характеристик персонажа и других факторов. Навыки и стрельба расходуют очки действия, которые восстанавливаются базовыми атаками и некоторыми пассивными умениями.
В отличие от других пошаговых ролевых игр, в Clair Obscur игрок может совершать уклонения, прыжки и парирования во время атак противников, нажимая нужные клавиши непосредственно в момент нанесения противником удара. Парирование сложнее уклонения, но даёт возможность контратаковать, тем самым нанеся сокрушительный урон.
Каждый персонаж обладает уникальным боевым стилем. Система прокачки персонажей состоит из их основных характеристик (выносливость, сила, ловкость, защита, удача), активных навыков, открываемых в ветке прокачки (атакующие, защитные, возрождающие и другие), и пиктосов — пассивных навыков, в экипированном виде также прибавляющих очки одной или двух характеристик. После победы в пяти боях с экипированным любым персонажем пиктосом он «изучается» всей командой, и его основной эффект становится доступен любому члену экспедиции, однако количество пиктосов ограничено очками люмины (добываемым ресурсом). В мире Clair Obscur существует внутриигровая валюта — хрома, за которую у местных торговцев можно покупать оружие, пиктосы и одежду для кастомизации персонажей.
Игра поддерживает формат NG+, в котором, пройдя одну кампанию до конца, игрок имеет право начать прохождение истории заново, сохранив прокачку основного персонажа и его компаньонов.

## Синопсис
События Clair Obscur разворачиваются в альтернативной Франции в мире тёмного фэнтези, стилизованном под Прекрасную эпоху (фр. Belle Époque). Действие начинается на вымышленном острове-городе Люмьер, чей внешний вид вдохновлен французской архитектурой соответствующей эпохи. Над миром царствует Художница (Трейси Уайлз) — великанша, спящая у подножия Монолита. Каждый год она пробуждается и рисует на Монолите число, на одно меньше предыдущего — в год действия игры это число 33. С каждым новым числом все достигшие этого возраста люди в мире обращаются в прах — таким образом, человечеству грозит полное вымирание. Это событие получило название Гоммажа (фр. Gommage). Группа протагонистов — Гюстав (в англ. озвучке Чарли Кокс), Маэль (Дженнифер Инглиш), Люнэ (Кирсти Райдер), Сиэль (Шала Никс), Версо (Бен Старр), Моноко (Рич Кибл) и Эскьё (Максанс Казорла) — отправляется в очередную (всего их было 67) экспедицию через море, чтобы добраться до Художницы и остановить её.
Название игры Clair Obscur в переводе с французского означает контраст света и тени, в то время как число 33 связано как с возрастом персонажей, подвергшимся Гоммажу, так и с номером экспедиции, вышитом на рукаве протагонистов.

## Разработка
Expedition 33 стала дебютной игрой французской студии Sandfall Interactive. По словам генерального директора и креативного руководителя Гийома Броша, одной из целей разработки Expedition 33 было создание высокобюджетной пошаговой ролевой игры — жанра, которому, как отмечает Брош, крупные разработчики не уделяли достаточного внимания. При создании Expedition 33 разработчики опирались на опыт японских ролевых игр, в частности, серий Final Fantasy и Persona. Для пошаговой боевой системы игры особым образцом стала Persona 5; Clair Obscur содержит, например, «передачу эстафетной палочки», позволяющую нарушить в пользу игрока установленный порядок ходов. 
Брош в прошлом работал в игровой компании Ubisoft, но в 2020 году на фоне пандемии COVID-19 задумал уволиться и заняться разработкой собственной игры. Он начал собирать единомышленников для проекта своей мечты в сети — через Reddit и другие онлайн-форумы. Одной из его первых сотрудников стала Дженнифер Сведберг-Йен, которая в то время жила в Австралии — она откликнулась на объявление Броша на Reddit о поиске актёров озвучивания. Сведберг-Йен поначалу должна была озвучить одну из героинь в ранней версии игры, но позже стала главной сценаристкой проекта. Брош в итоге покинул Ubisoft и открыл офис студии в Монпелье. Многих сотрудников студии Брош нашёл необычным образом, подобно Сведберг-Йен — например, композитор Лорьен Тестар никогда раньше не занимался разработкой компьютерных игр. Брош нашёл его благодаря публикациям на музыкальной платформе SoundCloud. Сведберг-Йен считала, что у Броша талант подбирать «по-настоящему крутых» людей. Сам Брош говорил, что ему удалось собрать команду мечты благодаря пандемии — многие люди в то время искали интересную творческую работу — и «огромной удаче». Впрочем, он специально выбирал людей, которые по своим интересам и настрою соответствовали его видению проекта.
Основной коллектив французского подразделения Sandfall состоял из лишь около 30 человек — очень немного для игры таких масштабов. Брош и Сведберг-Йен отмечали, что каждый сотрудник в основной команде играл сразу несколько ролей. Кроме этой основной команды, в создании игры участвовало корейское подразделение Sandfall из 8 человек, занимавшееся геймплейными анимациями, и в титрах игры указано множество внешних сотрудников и организаций, привлечённых в порядке аутсорсинга персонала — актёры озвучивания, музыканты, тестировщики, локализаторы на разные языки и тому подобное. В работе над игрой как подрядчики принимали участие компании QLOC, занимавшаяся тестированием, Ebb Software, оказывавшая поддержку при портировании на различные платформы, Huwiz QA/UX, занимавшаяся анализом производительности и совместимости, студии Side UK и Studio Anatole, подбиравшие актёров озвучивания, Riotloc, отвечавшая за локализацию. Изначально разработка велась на игровом движке Unreal Engine 4, однако позднее проект был перенесён на Unreal Engine 5 для использования усовершенствованных возможностей рендеринга и анимации. Договор с компанией-издателем Kepler Interactive был заключен не сразу — глава Kepler Алексис Гараварян считал находящийся на ранней стадии проект перспективным, но недостаточно проработанным. Sandfall доработала прототип, и после этого договор был немедленно подписан. Благодаря финансированию от Kepler студия смогла привлечь к озвучиванию игры известных киноактёров, как Чарли Кокс и Энди Сёркис.
Игра была выпущена 24 апреля 2025 года. Издатель Kepler сотрудничал с компанией Xbox Game Studios: игру рекламировали через цифровые мероприятия Xbox, она была включена в подписку Xbox Game Pass — по мнению старшего портфолио-менеджера Kepler Мэтта Хандрахана, такое продвижение существенно помогло игре. С другой стороны, Xbox Game Studios выпустила другую крупнобюджетную компьютерную ролевую игру The Elder Scrolls IV: Oblivion Remastered своей дочерней компании Bethesda Game Studios 22 апреля 2025 года, почти одновременно с Expedition 33. Такое столкновение вызывало в СМИ опасения, что конкуренция между играми дурно повлияет на продажи Expedition 33. Компания-издатель Kepler иронически называла эту ситуацию «Обскурвионом» по аналогии с «Барбенгеймером» в 2023 году, и официальные аккаунты Kepler и Bethesda в социальных сетях обменивались дружественными картинками-мемами, на которых пересекались персонажи и образы из двух игр — например, французские багеты из Expedition 33 и сладкие рулеты из Oblivion. Хандрахан полагал, что одновременный выход Expedition 33 и Oblivion не помешал продажам игры французской студии и даже, возможно, помог — благодаря этому совпадению в неделю выхода «все думали и говорили о жанре [компьютерных ролевых игр]».

## Отзывы критиков
| Сводный рейтинг       | Сводный рейтинг                        |
| Агрегатор             | Оценка                                 |
| --------------------- | -------------------------------------- |
| Metacritic            | (PC) 91/100 (PS5) 92/100 (XSXS) 91/100 |
| OpenCritic            | 97%                                    |
| Иноязычные издания    |                                        |
| Издание               | Оценка                                 |
| Destructoid           | 9,5/10                                 |
| Edge                  | 10/10                                  |
| Eurogamer             | 4/5                                    |
| Game Informer         | 9/10                                   |
| GameSpot              | 9/10                                   |
| GamesRadar+           | 4,5/5                                  |
| Hardcore Gamer        | 4,5/5                                  |
| IGN                   | 9/10                                   |
| PCGamesN              | 8/10                                   |
| PC Gamer (US)         | 70/100                                 |
| Push Square           | 9/10                                   |
| RPGamer               | 5/5                                    |
| RPGFan                | 99/100                                 |
| Shacknews             | 9/10                                   |
| The Guardian          | 4/5                                    |
| VG247                 | 5/5                                    |
| Русскоязычные издания |                                        |
| Издание               | Оценка                                 |
| StopGame.ru           | Изумительно                            |
| «Игромания»           | 9,5/10                                 |

Clair Obscur: Expedition 33 получила «всеобщее признание» от критиков согласно сайту-агрегатору рецензий Metacritic. По данным OpenCritic, средний балл от ведущих критиков составил 91 %, что сделало её самой высоко оценённой игрой 2025 года на сайте по состоянию на апрель 2025 года.
Игра разошлась тиражом в 500 тысяч копий в первый день после релиза и достигла 1 миллиона проданных копий за три дня. К 6 мая продажи игры превысили 2 миллиона копий. Через 33 дня после релиза разработчики сообщили, что общие продажи составили 3,3 миллиона копий. По данным аналитической компании Ampere, сразу после выхода Expedition 33 игроки распределились по платформам следующим образом: 45 % в экосистеме Xbox — то есть на консолях Xbox или в подписке Xbox Game Pass на ПК, 30 % на PlayStation 5 и 25 % в Steam. Ampere объясняла относительно высокую долю аудитории PlayStation 5 сходством игры с японскими ролевыми проектами, такими как Final Fantasy, которые традиционно популярны на этой платформе.
Игра получила положительную оценку от президента Франции Эмманюэля Макрона, который назвал её «ярким примером французской смелости и креативности».

## Наследие
Sandfall Interactive и медиакомпания Story Kitchen совместно работают над основанным на игре фильмом. Его продюсерами должны выступить основатели Story Kitchen Дмитрий Джонсон и Майк Голдберг.

### Комментарии
1. ↑  с фр. — «Светотень: Экспедиция 33», где «светотень» понимается как термин изобразительного искусства[2].